# A temetetlen halott
Pour plus de détails, voir Fiche technique et Distribution.
A temetetlen halott est un film hongrois réalisé par Márta Mészáros, sorti en 2004.

## Synopsis
La vie du premier ministre hongrois Imre Nagy.

## Fiche technique
- Titre : A temetetlen halott
- Réalisation : Márta Mészáros
- Scénario : Márta Mészáros et Éva Pataki
- Musique : Zygmunt Konieczny
- Photographie : Nyika Jancsó
- Montage : Éva Kármentõ
- Production : Attila Csáky
- Société de production : Ars Media, Cameofilm et Telewizja Polska
- Pays de production :  Hongrie,  Slovaquie et  Pologne
- Genre : Biopic et drame
- Durée : 127 minutes
- Dates de sortie : 
  - Hongrie : 21 octobre 2004
  - France : 2004

## Distribution
- Jan Nowicki : Imre Nagy
- Marianna Moór : Mária Égető, sa femme
- Lili Horvát : Erzsébet Nagy, leur fille
- György Cserhalmi : le médecin de la prison
- Jan Frycz : l'enquêteur
- Pál Mácsai : le juge Ferenc Vida
- János Kulka : Gyula Kállai
- Frigyes Hollósi : l'ambassadeur yougoslave
- Péter Andorai : Ferenc Münnich

## Distinctions
Le film a été présenté en sélection officielle en compétition au Festival international du film de Karlovy Vary 2005.